# Saint-Hyacinthe
Saint-Hyacinthe es una ciudad en el sureste de Quebec, Canadá, que según el censo de Canadá de 2011 cuenta con una población de 53 236 habitantes (56 794 contando su área metropolitana). La ciudad está localizada en el municipio regional de condado de Les Maskoutains en la región de Montérégie-Est en Montérégie. Es atravesada por el Río Yamaska.

## Historia
En 1849, año de su fundación la villa de Saint-Hyacinthe tenía una población de 10 200 habitantes. Un año después fue convertido en pueblo y en 1857 fue hecho una ciudad.
El 1 de enero de 2002 la ciudad de Saint-Hyacinthe fue unificada con 5 pueblos vecinos (habitantes en el año 2001):
- Saint-Hyacinthe (39,739)
- Sainte-Rosalie (4,170)
- Saint-Thomas-d'Aquin (4,000)
- Sainte-Rosalie Parish (1,476)
- Saint-Hyacinthe-le-Confesseur (1,151)
- Notre-Dame-de-Saint-Hyacinthe (858)

## Geografía
Saint-Hyacinthe se encuentra ubicada en las coordenadas 45°38′00″N 72°57′00″O / 45.63333, -72.95000. Según Statistique Canada, tiene una superficie total de 188,69 km² y es una de las 1135 municipalidades en las que está dividido administrativamente el territorio de la provincia de Quebec. Los municipios vecinos son Saint-Damase.

## Demografía
Según el censo de 2011, había 53 236 personas residiendo en esta ciudad con una densidad poblacional de 282,1 hab./km². Los datos del censo mostraron que de las 51 616 personas censadas en 2006, en 2011 hubo un aumento poblacional de 1620 habitantes (3,1%). El número total de inmuebles particulares resultó de 25 774 con una densidad de 136,59 inmuebles por km². El número total de viviendas particulares que se encontraban ocupadas por residentes habituales fue de 24 490.

### Idiomas
Lenguas maternas (2006)
| Idioma           | Población | Porcentaje |
| ---------------- | --------- | ---------- |
| Solo francés     | 52,300    | 96.57%     |
| Solo inglés      | 295       | 0.54%      |
| Inglés y francés | 135       | 0.25%      |
| Otros idiomas    | 1430      | 2.64%      |

## Economía
La agricultura es el principal motor de la economía de Saint-Hyacinthe, también es la sede de dos empresas fabricantes de órganos.